# Adolfo Best Maugard
Adolfo Best Maugard (Ciutat de Mèxic, 1891 - Atenes, Grècia, 1964) va ser un polifacètic artista plàstic mexicà que va viure en la primera meitat del segle xx.

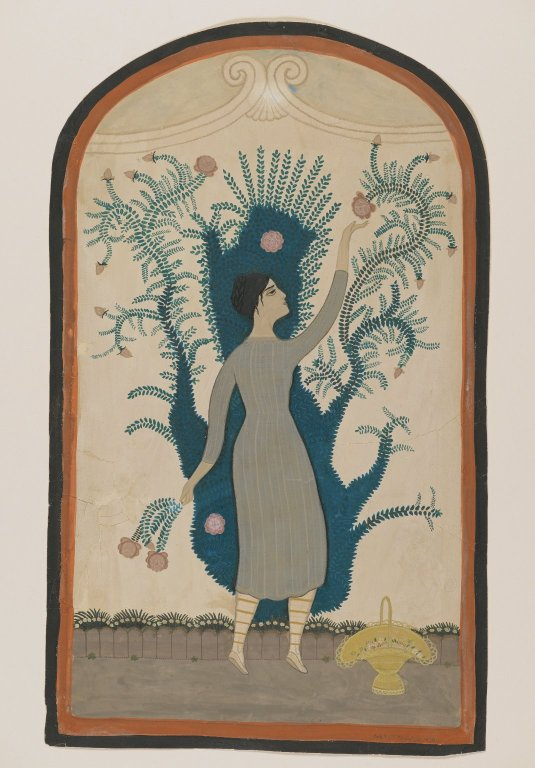
Pintura d'Adolfo Best Maugard propietat del Brooklyn Museum. "Sin título (Mujer de pie busca una flor)"

Va ser coréografo, pintor, estudiós del dibuix, professor d'art, director de cinema, camerògraf, escriptor, pensador i promotor de la cultura mexicana. L'historiador de l'art Olivier Debroise el va definir "com un esteta i dandi de tota la vida."

## Biografia
Les seves amistats ho cridaven Fito Best. Va néixer en el porfiriat, en el si d'una família benestant, que se'l va emportar a Europa en 1900. Sobre aquest tema, la fitxa de Best a Escritores del cine mexicano de la UNAM comença amb una cita: «Va marxar a Europa, va estudiar com tants uns altres, a Rafael, a Velázquez, a Frans Hals, Rembrandt, a Leonardo, a Rubens, a tots els mestres i no va trigar a convèncer-se que ells havien dit l'última paraula en matèria de línia; (...) Es va tractar amb els postimpressionistes, va conèixer íntimament a Matisse, a Cézanne, i al turmentat i disputat Gauguin. Va examinar amb cautela la cavalcada del cubisme que va passar a tota brida per Europa sembrant el pànic a les acadèmies del món.» Entre 1912 i 1913 va penjar uns paisatges al Saló de Tardor a París i va conèixer Diego Rivera. «I després d'haver vist tot això, va tornar a Mèxic amb l'esperit preparat per a una evolució de la qual havia de sortir creant d'una vegada el veritable art mexicà.».»
Diego Rivera, en la seva trobada a París, li va pintar un retrat, conegut com a Joven en el balcón, que avui està al Museo Nacional de Arte i es pot observar en la galeria Diego Rivera.
Va tornar a la ciutat de Mèxic en 1913 o 1914, en plena revolució. Va participar activament a les Escoles a l'aire lliure, promogudes pels artistes Alfredo Ramos Martínez, aleshores director de l'Academia de San Carlos, Ramón Alva de la Canal, Abraham Ángel, Agustín Lazo, i Antonio M. Ruiz, entre d'altres. Buscaven treure als estudiants de les aules, portar-los a l'exterior a pintar i fomentar un art d'intenció naturalista i revelador dels valors nacionals.
En 1919 va dur a terme el muntatge de La fantasia mexicana, dansa presentada per la companyia d'Anna Pàvlova, de gira a Mèxic, en la qual ella va ballar el jarabe tapatio vestida de China Poblana. Aquest mateix any Best va anar als Estats Units a treballar amb diversos materials motius estilitzats d'adorn popular mexicà. El resultat va ser un centenar de pintures, que va exposar els últims dos mesos de 1919 en la galeria Knoedler's de la Cinquena Avinguda de Nova York.
El gener de 1920 va participar en l'Arts Club de Chicago i al maig, de retorn en Manhattan es va integrar a l'exposició de la IV Mostra dels Artistes Independents, a l'Hotel Waldorf Astoria. Best Maugard és considerat un artista menor dins de la Història de l'Art Mexicà, perquè va abandonar per molts anys la pintura.

## Funcionari públic de cultura

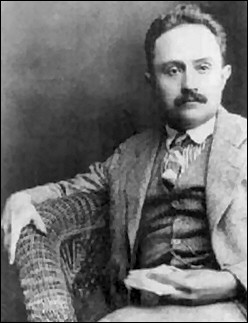
Adolfo Best Maugard va encapçalar el Departament d'Educació Artística de José Vasconcelos

De 1921 a 1924, en la recentment creada Secretaría de Educación Pública per José Vasconcelos, Best va ser Cap del Departament d'Educació Artística. En aquesta etapa va crear el seu Mètode de Dibuix de Best Maugard. Teresa del Conde i Enrique Franco Calvo diuen a la seva Historia mínima del arte mexicano en el siglo XX:
| « | "Mètode de dibuix d'Adolfo Best Maugard. El mètode Best va ser un manual de dibuix amb fonaments teòrics que va crear el pintor Adolfo Best Maugard. La seva teoria fonamental era que amb base en set línies primàries es podia construir qualsevol forma de la naturalesa. Aquestes línies o "elements" primaris tenien com a paràmetres la recta, passaven pel cercle i concloïen en l'espiral. Hi havia regles bàsiques d'aplicació d'aquests, com evitar encimbellar-los o creuar-los (excepte la recta). Buscava amb això trobar lleis universals. Maugard, influït per Manuel Gamio, s'havia inspirat mitjançant l'estudi de les cultures precolombines. No obstant això, el mètode Best es va promoure sota la custòdia de José Vasconcelos. Els seus antecedents daten des de 1918, però des de 1921 va començar a ensenyar-se en primàries i normals del país. És publicat en forma de manual fins a 1923. Per a 1924 el pintor Manuel Rodríguez Lozano modifica el mètode Best i en 1925 és suprimit definitivament, però continua influint ocasionalment en el disseny gràfic." | » |

El mètode Best va influir en artistes de diverses generacions que després van adquirir personalitats pròpies, com el mateix Manuel Rodríguez Lozano, Abraham Ángel i Frida Kahlo. És en aquest sentit que el mètode funda i coadjuva en les bases del nacionalisme plàstic que més endavant cobraria auge. Asimismo, escribió varios libros en que los que situó a la educación de las artes en una base nacionalista.
Així mateix, va escriure diversos llibres en què els que va situar a l'educació de les arts en una base nacionalista.
El Maximato va ser per a Best Maugard una etapa de nomenaments: en 1932 ho van fer membre del Consell de Belles arts, del Consell d'Assumptes Culturals de la Ciutat de Mèxic, de la Societat de Geografia i Estadística i de la Unió Mexicana de Directors Cinematogràfics. A l'any següent, va ser representant del Departament de Belles arts en el Consell d'Educació Primària; de 1932 a 1935 i representant del Departament de Publicitat en la Loteria Nacional per a l'Assistència Pública.

## Cineasta

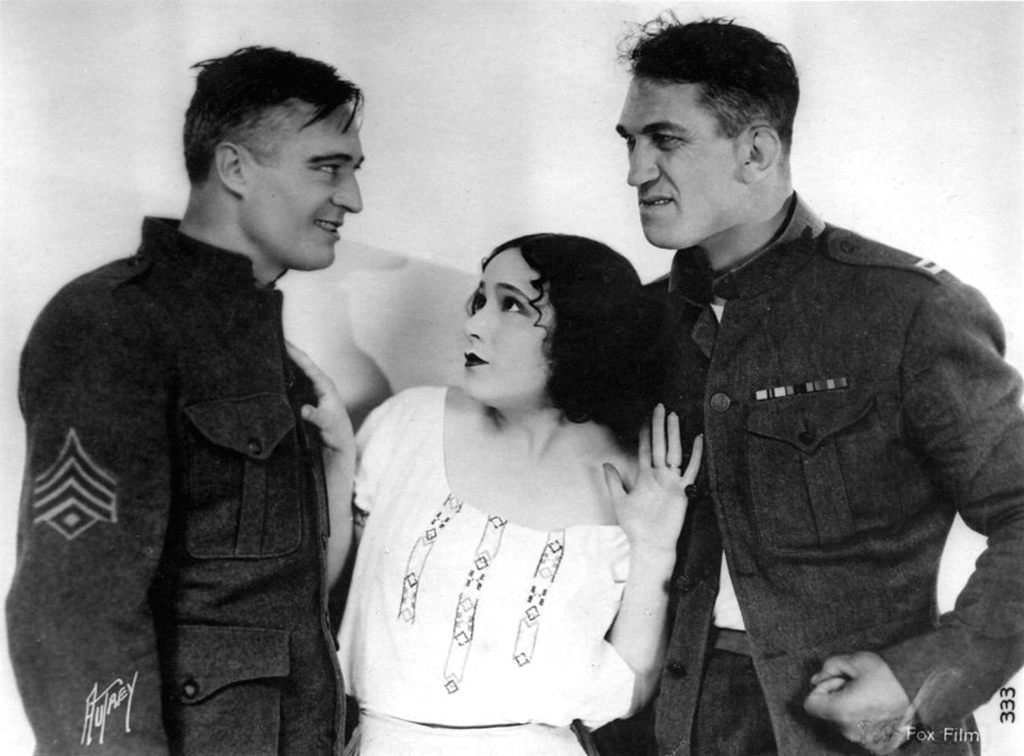
Dolores del Río a What Price Glory?, pel·lícula de Hollywood filmada el 1926

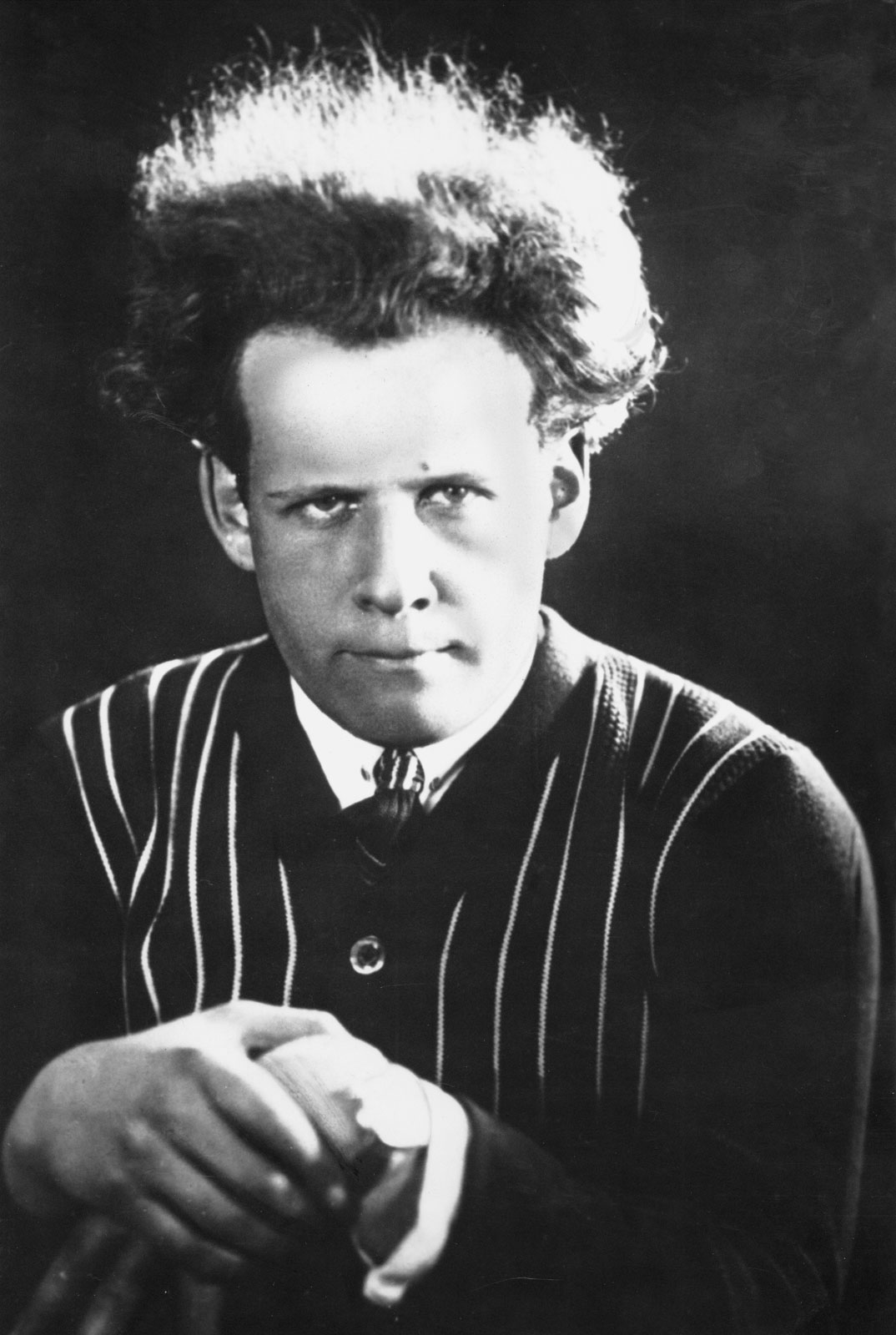
Best foue designado per supervisar el treball de Sergei Eisenstein a Mèxic

Best Maugard va tenir un estret contacte amb el Hollywood de principis dels anys vint. Va ser ell qui va introduir allí a l'en aquells dies desconeguda actriu Dolores del Río, que va dur a terme una part de la seva llarga carrera interpretativa als Estats Units.
En 1931 el govern mexicà va designar a Best Maugard supervisor de la filmació de ¡Que viva México!, projecte inacabat del director soviètic Serguei Eisenstein. Influenciat pel treball del cineasta rus, Maugard en 1933 va realitzar un homenatge al treball de les institucions públiques, el curtmetratge Humanidad, que va tenir molt d'èxit.
La segona i última pel·lícula de Best com a director va ser un drama, el llargmetratge La mancha de sangre (1937). Filmat als Estudios Azteca i als barris obrers de la Ciutat de Mèxic, no es va estrenar fins a 1943. El seu argument, centrat en la pobresa i la prostitució, va ser molt discutit. La pel·lícula es va enllaunar i es va perdre. Va ser redescoberta i restaurada per la Filmoteca de la UNAM, si bé encara falten un rotllo de so i l'última cinta d'imatge.
També va ser director de fotografia de pel·lícules com Dos monjes (1934) de Juan Bustillo Oro i Abismos de pasión (1953) de Luis Buñuel.

## Impulsor de talents
Adolfo Best Maugard va ser també un gran impulsor del talent mexicà en totes les branques en les quals es va moure, especialment en la pintura, el cinema i la coreografia. Va formar part de diversos moviments d'art i entre els seus amics es trobaven el pintor tapatío Jorge Enciso, Miguel "El Chamaco" Covarrubias, Dolores del Río, Roberto Montenegro, Ernesto "el Chango" García Cabral, Jorge Juan Crespo de la Serna, Rufino Tamayo, Gabriel Fernández Ledesma, Carlos Pellicer, Xavier Villaurrutia, Frida Kahlo, Carlos Mérida, Diego Rivera, David Alfaro Siqueiros, José Clemente Orozco i Carol Miller, entre d'altres.